# Хвалитны
Хвали́тны (хвали́тные псалмы́, через церк.-слав. хвалитны, от мн. ч. греч. οί Αΐνοι —«хвалы») — стихи из хвалебных псалмов 148, 149, 150 Псалтири и стихиры, соединённые с ними, предназначенные для завершающей (четвёртой) части богослужения утрени. Общей темой псалмов является призыв к прославлению Бога. За свой радостный тон хвалебные псалмы (одни из всех утренних) поют также в праздники. Это одни из самых восторженных псалмов, отчего расположены в конце богослужения, когда молитвенное воодушевление достигает высшей точки.
Первый (148-й) псалом приглашает ко хвалению всех, второй (149-й) — Израиля, третий (150-й) — храм небесный. Хвалитные псалмы объяснены в Ирмологии, а в Типиконе указано «на хвалитех Всякое дыхание на глас дне», то есть, псалмы должно петь по-праздничному, а начинаться не стихом «хвали́те Го́спода съ небе́съ, хвали́те Его́ въ вы́шнихъ» (Пс. 148:1), как в будни, а стихом «вся́кое дыха́нiе да хва́литъ Го́спода» (Пс. 150:6), притом петь на глас дня, а не речитативным напевом, как в будни. По праздникам хвалитные псалмы начинают стихом, выражающим тему праздника, и им же оканчивают, поэтому вся группа составляет единый гимн, концом своим возвращается к началу в знак бесконечности и непрерывности.
Хвалитные псалмы по праздникам и будням схожи тем, что первые два стиха имеют припев «Тебѣ́ подоба́етъ пѣ́снь, Бо́же» (Пс. 64:1), который в праздник поют после каждого стиха (по будням поют за первым стихом дважды (всего — трижды) — после «хвали́те Го́спода съ небе́съ» (Пс. 148:1)а, и после «хвали́те Его́ въ вы́шнихъ» (Пс. 148:1)б). Эти первые два стиха хвалитных псалмов не зря отмечены особым припевом, так как целесообразны. Дальнейшие стихи псалмов поют без припевов попеременно, 148:14, 148:13а присоединён к 148:12, а 148:13б присоединён к 148:14, но число стихов в псалме осталось то же (14, по 7); из 149 без припевов поют восемь стихов (по четыре); с последнего же стиха этого псалма «сотвори́ти въ ни́хъ су́дъ» (Пс. 149:9) к стихам хвалитных псалмов, которых остаётся один в 149 и шесть в 150, присоединяются хвалитные стихиры, причём перед каждой из стихир поют стих псалма, но последние два стиха 150 поют за один, чтобы число припевов вышло чётным, и по краткости последнего стиха. Хвалитными псалмами с их стихирами в бдение вводится стихирный напев гласа, после господства в службе сначала тропарно-седального, а затем канонного.
В старообрядческом «Часовнике» припевы к хвалитным псалмам не указаны. По римскому обряду псалмы 148—150 предваряют антифоном Аллилуйа (единожды), а после — Слава Отцу. Аллилуйа (трижды), и не отделяются, в противоположность другим псалмам; по мосарабскому обряду перед хвалитными псалмами: Lauda, Хвалите Господа с небес, Аллилуйа (дважды), Хвалите Его в вышних, Аллилуйа (дважды) и славословие в конце 150-го псалма.
Стихиры при хвалитных псалмах принадлежат утрени полупраздника, отсутствуют перед и после праздников. Обычно стихир на хвалитех — четыре, даже в великие праздники (Пасху, Рождество Христово).